# Salem Al-Dawsari
Salem Mohammed Shafi Al-Dawsari (en arabe : سالم محمد شافي الدوسري), né le 19 août 1991 à Riyad, communément appelé Salem Al-Dawsari, orthographié aussi Salem Al-Dosari ou Salem Al-Dossari, est un footballeur international saoudien, évoluant au poste d'ailier gauche à Al-Hilal FC.
Il participe aux Coupes d’Asie 2015 et 2019 ainsi qu'aux Coupes du monde 2018 et 2022.

## Biographie

### Enfance et formation
Son père travaille comme enseignant et il est le troisième après ses deux frères Abdul Mohsen et Abdullah et ses cinq sœurs. Sa famille appartient à Al-Aflaj, à 300 km au sud de Riyad. Il a étudié à l'école primaire Al-Thaghr à Djeddah et a déménagé avec sa famille à Riyad après le déménagement du travail de son père alors qu'il était en sixième année de l'école primaire. Il a étudié à l'école intermédiaire Al-Olayan à Riyad, et pour l'école secondaire, il a étudié à (Dar Al-Ilm) à Riyad.
Il s'est entraîné avec l'équipe jeune Du Shabab en présence de l'entraîneur national, Nayef Al-Enezi, et n'a pas marqué, puis il s'est entraîné à l'Académie de FC Barcelone pour une durée limitée il y a environ trois ans, par passion pour le football à développer. ses capacités et n'a pas duré longtemps. Il s'est également entraîné avec Al-Faisaly dans son campus d'Al-Majma'ah pendant une semaine. Son collègue Ibrahim Asiri l'a emmené au club Al Nassr et s'est entraîné pendant une journée.
Son ami, Munif Al-Shahrani, qui était un ami de Faisal Al-Farshan, l'administrateur de l'académie d'Al-Hilal à l'époque, est celui qui l'a amené au club et à l'époque il était son entraîneur allemand. Il termine son premier match qu'il a disputé avec l'équipe jeune était contre l'équipe de Najran.

### Carrière professionnelle depuis 2011
Il a joué son premier match avec l'équipe première d'Al Hilal devant Al Nassr et est entré sur le banc dans les 18 dernières minutes et a marqué le troisième but d'Al Hilal 3-0. Et le premier match qu'il a disputé en entier avec l'équipe première face à Al-Ahly à Jeddah, Al-Hilal a été perdu sur un but. L'entraîneur allemand Thomas Doll lui a donné sa chance et a lancé ses pieds vers la gloire, et il a montré des niveaux remarquables lors de sa première apparition avec la première équipe du Al Hilal Saudi Club, où il a été l'une des principales raisons dès sa première année, il remporte la Coupe d'Arabie saoudite, pour la cinquième fois consécutive.

#### Prêt en Espagne
En janvier 2018, l'Autorité générale du sport saoudienne a annoncé le départ de neuf joueurs pour l'Espagne afin de rejoindre différents clubs de la Liga et de la deuxième division espagnole, dans le cadre de leur préparation pour la Coupe du monde 2018 en Russie. Parmi eux, Salem al-Dawsari a rejoint le Villarreal CF. Le 21 janvier 2018, le club espagnol a officialisé l'arrivée de Salem al-Dawsari en prêt pour une durée de six mois en provenance d'Al-Hilal.
Salem al-Dawsari joue son unique match avec Villarreal lors de la dernière journée de championnat contre le Real Madrid. Entré en jeu en seconde période alors que son équipe était menée 2-0, il a contribué à la remontée permettant à Villarreal d'égaliser et de terminer le match sur le score de 2-2.

### Carrière internationale
Après avoir été sélectionné avec l'équipe d'Arabie saoudite des moins de 20 ans, al-Dossari joue son premier match avec l'équipe d'Arabie saoudite en 2012
Il est appelé pour la première fois dans l'équipe nationale saoudienne par l'entraîneur néerlandais Frank Rijkaard pour les éliminatoires de la Coupe du monde 2014, et il marque un but et fait un excellent match lors de sa première apparition avec le Saudi Green contre l'équipe australienne avant l'équipe saoudienne s'est inclinée 4-2 dans ce match douloureux pour les Verts saoudiens, qui a mis fin à la sortie des Verts des éliminatoires de la Coupe du monde 2014.
Il marque d’ailleurs son premier but en coupe du monde, face à l'Égypte durant l'édition 2018, ou l'Arabie saoudite s'impose 2 buts à 1. Malheureusement, les deux sélections étaient déjà éliminées après deux journées à la suite de leurs défaites face à la Russie et à l'Uruguay.
Le 8 janvier 2019, Salem dispute son premier match avec l'équipe nationale lors de la Coupe d'Asie 2019 et réussit à marquer le troisième but du match qui se termine par la victoire 4-0 des Green Falcons. Al-Dosari devient le cinquième joueur saoudien à marquer un but en Coupe du monde et en Coupe d'Asie, après Saeed Al-Owairan, Sami Al-Jaber, Yousef Al-Thunayan et Yasser Al-Qahtani.
Le 11 novembre 2022, il est sélectionné par Hervé Renard pour participer à la Coupe du monde 2022. Il marque le but vainqueur du match entre l'Arabie Saoudite et l'Argentine, permettant à sa sélection de devenir le premier pays asiatique à battre l'Albiceleste lors d'une Coupe du monde.

## Palmarès
- Championnat d'Arabie saoudite 5 fois en : 2016-2017, 2017-2018, 2019-2020, 2020-2021, 2021-2022, 2023-2024
- Vainqueur de la Coupe du Roi 4 fois en : 2015, 2017, 2020, 2023, 2024
- Vainqueur de la Coupe Crown Prince 3 fois en : 2012, 2013, 2016
- Vainqueur de la Supercoupe d'Arabie saoudite 4 fois en : 2018, 2021, 2023, 2024
- Vainqueur de la Ligue des champions de l'AFC 2 fois : 2019 et 2021